# A-1高速公路 (西班牙)
A-1高速公路（西班牙語：Autovía A-1），又稱北方高速公路（Autovia del Norte），俗稱布爾戈斯公路／馬德里－伊倫公路（Carretera de Burgos/Madrid-Irún），是一條連接西班牙首都馬德里和北部接壤法國邊境的高速公路，全長371公里。
分為南北兩段：南段至布爾戈斯止，北段自阿米尼翁起，止於伊倫。兩者之間為一段快速公路所連接。中間經過維多利亞、聖塞瓦斯蒂安等大城市。分別是歐洲E5公路和歐洲E80公路 的一部份。